# Gens Claudia
De gens Claudia was een van de oudste gentes van Rome, en gedurende vele eeuwen hadden haar leden vaak de leiding over de stad en het Imperium Romanum.
De gens volgens de traditie begon haar geschiedenis met Attius Clausus, een Sabijn die vrede met Rome verkoos, een onpopulair standpunt dat hem ertoe bracht rond 504 v.Chr. de stad Regillus te verlaten met zijn medestanders. Rome verwelkomde deze "bannelingen". Ze maakten de medestanders van Attius Romeinse burgers en Appius Claudius Sabinus (zoals zijn naam werd uitgesproken in het Romeinse dialect) een senator. Een andere mogelijkheid is dat ze afstamden van Telegonos, zoon van Odysseus en Kirke. Deze zou Aeneas hebben geholpen in de strijd tegen Turnus.
De mannelijke leden in de gens droegen Claudius als nomen gentile (gensnaam, cf. familienaam). Keizer Claudius I is tegenwoordig zelfs beter onder deze naam bekend.

## De takken van degens Claudia
Er waren drie van de vier grote takken van de gens Claudia actief tijdens de late republiek. Zij die het cognomen Nero droegen waren prominente patricische senatoren gedurende de late republiek. Zij verkozen het praenomen Tiberius. De Nero's lieerden zich met de gens Julia toen Tiberius Claudius Nero, zoon van Tiberius Claudius Nero en Livia Drusilla (die zelf van deze tak afstamde door haar vader Marcus Livius Drusus Claudianus) werd geadopteerd door Imperator Caesar Augustus (zie: Julisch-Claudische dynastie).
De Claudii met het cognomen Marcellus waren plebejers en hadden drie opeenvolgende jaren drie consuls in de familie (51-49 v.Chr.; twee broers en hun neef). Zij verkozen de praenomina Gaius en Marcus. Gaius Claudius Marcellus (consul in 49 v.Chr.) huwde Octavianus' zuster Octavia en hun zoon huwde op zijn beurt Octavianus' dochter, Julia.
Zij met het cognomen Pulcher waren patriciërs en evenzeer prominent in de late republiek als de andere takken van de gens Claudia. Zij verkozen als enige familie het praenomen Appius, maar ook het populaire Publius. Een plebejische zijtak ontstond toen een zekere Publius Claudius Pulcher zichzelf wegens politieke redenen liet adopteren door een plebejer en vanaf toen bekendstond als Publius Clodius. Zijn zuster Clodia nam ook deze gevulgariseerde spelling over.
Claudia (en Clodia) waren de namen die in zwang waren voor de vrouwelijke leden van deze gens.

## Bekende leden van degens Claudia
- Appius Claudius Sabinus, "stamvader"
- Appius Claudius Crassus(?), decemvir circa 450 v.Chr., consul 445 v.Chr.
- Gaius Claudius, consul in 454 v.Chr.(?)
- Appius Claudius P.f. Crassus Inregillensis, consul in 346 v.Chr.
- Marcus Claudius C.f. Marcellus, consul in 329 v.Chr.
- Appius Claudius Caecus, consul in 307 v.Chr., 297 v.Chr. (of in 296 v.Chr.)
- Marcus Claudius M.f. Marcellus, consul in 288 v.Chr.
- Gaius Claudius M.f. Canina, consul in 286 v.Chr., 274 v.Chr.
- Gaius (or Kaeso) Quinctius L.f. Claudus, consul in 272 v.Chr.
- Appius Claudius Ap.f. Russus, consul in 268 v.Chr.
- Appius Claudius Caudex, consul in 265 v.Chr.
- Publius Claudius Pulcher, consul in 249 v.Chr., verloor de slag bij Drepana
- Gaius Claudius Ap.f. (Caecus f.?) Centho, consul in 240 v.Chr.
- Marcus Claudius Marcellus, consul in 222 v.Chr., consul suffectus in 215 v.Chr., 214 v.Chr., 210 v.Chr., 208 v.Chr.
- Quintus Claudius, tribunus in 218 v.Chr.
- Appius Claudius P.f. Pulcher, consul 212 v.Chr.
- Gaius Claudius Ti.f. Nero, consul in 207 v.Chr.
- Tiberius Claudius P.f. Nero, consul in 202 v.Chr.
- Marcus Claudius M.f. Marcellus, consul in 196 v.Chr.
- Appius Claudius Ap.f. Pulcher, consul in 185 v.Chr.
- Publius Claudius Ap.f. Pulcher, consul in 184 v.Chr.
- Marcus Claudius M.f. Marcellus, consul in 183 v.Chr.
- Gaius Claudius Pulcher, consul 177 v.Chr.
- Marcus Claudius Marcellus, consul in 166, 155, 152 v.Chr.
- Appius Claudius Pulcher, consul in 144 v.Chr. (of in 143 v.Chr.)
- Gaius Claudius Pulcher, consul in 92 v.Chr.
- Appius Claudius Pulcher, consul in 77 v.Chr. (of in 79 v.Chr.?)
- Quintus Claudius Quadrigarius, historicus
- Publius Clodius Pulcher, tribunus plebis in 58 v.Chr.
- Appius Claudius Pulcher, consul in 54 v.Chr.
- Marcus Claudius Marcellus, consul in 51 v.Chr.
- Gaius Claudius Marcellus maior, consul in 50 v.Chr.
- Gaius Claudius Marcellus minor, consul in 49 v.Chr.
- Appius Claudius Pulcher, consul in 38 v.Chr.
- Marcus Claudius Marcellus Aeserninus, consul 22 v.Chr.
- Nero Claudius Drusus, consul 9 v.Chr.
- Tiberius Claudius Nero, vader van de latere princeps
- Tiberius Claudius Nero (Tiberius), princeps
- Tiberius Claudius Drusus Nero Germanicus, princeps
- Nero Claudius Caesar Augustus Germanicus, princeps
- Claudius Ptolemaeus (Ptolemaeus), Grieks astronoom
- Claudius Civilis, leidt een opstand in 69
- Lucius Catilius Severus Julianus Claudius Reginus, consul 120
- Marcus Gavius Claudius Squilla Gallicanus, consul 127
- Lucius Vibullius Hipparchus Ti. Claudius Atticus Herodes, consul 143
- Gnaius Claudius Severus Arabianus, consul in 146
- Gnaius Claudius Severus, consul in 173
- Tiberius Claudius Pompeianus, consul in 173
- Maternus Ti. Claudius, consul in 185
- Tiberius Claudius Severus Proculus, consul in 200
- Appius Claudius Julianus, consul in 224
- Claudius Pompeianus, consul in 231
- Gnaius Claudius Severus, consul in 235
- Lucius Ti. Claudius Aurelius Quintianus, consul in 235
- Claudius Aelianus
- Claudius Galenus, Grieks dokter
- Claudius Gothicus, keizer
- Marcus Claudius Tacitus, keizer
- Titus Claudius M. Aurelius Aristobulus, consul 285
- Flavius Claudius Constantinus Caesar (Constantijn II), keizer
- Flavius Claudius Julianus (Julianus), keizer
- Claudius Mamertinus, consul 362
- Sextus Claudius Petronius Probus, consul 371
- Flavius Claudius Antonius, consul 382
- Claudius Claudianus, dichter
- Imp. Caesar Flavius Claudius Constantinus Augustus (Constantijn III), keizer
- Claudius Julius Eclesius Dynamius, consul in 488

## Stamboom van degens Claudia
Zie ook: Julisch-Claudische dynastie; Claudius